# Nazionale femminile di hockey su prato del Canada
La nazionale di hockey su prato femminile del Canada è la squadra femminile di hockey su prato rappresentativa del Canada ed è posta sotto la giurisdizione della Field Hockey Canada.

## Partecipazioni

### Mondiali
- 1974 – non partecipa
- 1976 – non partecipa
- 1978 – 5º posto
- 1981 – 5º posto
- 1983 – 2º posto
- 1986 – 3º posto
- 1990 – 10º posto
- 1994 – 10º posto
- 1998 – non partecipa
- 2002 – non partecipa
- 2006 – non partecipa
- 2010 – non partecipa
- 2014 – non partecipa
- 2018 – non partecipa

### Olimpiadi
- 1980 - non partecipa
- 1984 - 5º posto
- 1988 - 6º posto
- 1992 - 7º posto
- 1996 - non partecipa
- 2000 - non partecipa
- 2004 - non partecipa
- 2008 - non partecipa

### Champions Trophy
- 1987 - 4º posto
- 1989 - 6º posto
- 1991-2009 - non partecipa

### Coppa panamericana
- 2001 - 3º posto
- 2004 - 3º posto
- 2009 - 5º posto